# تازه‌کند (زرداب)
تازه‌کند (به لاتین: Təzəkənd) یک منطقهٔ مسکونی در جمهوری آذربایجان است که در شهرستان زردآب واقع شده‌است.

## خصوصیات
تازه‌کند ۱٬۱۳۱ نفر جمعیت دارد.